# Oqtosh
Oqtosh (tiếng Uzbek: Oqtosh, tiếng Nga: Акташ) là một thành phố thuộc tỉnh Samarqand của Uzbekistan, đóng vai trò là trung tâm hành chính của huyện Narpay.

## Nhân khẩu
Dưới đây là dân số thành phố qua các năm:
| 1991   | 2000   | 2016   |
| ------ | ------ | ------ |
| 30.000 | 40.000 | 41.600 |

## Kinh tế
Thành phố có nhà máy cơ khí, nhà máy bơ – pho mát, nhà máy bột mì Oqtoshdon và đường ống dẫn khí Oqtosh.